# Flavio Zanonato
Flavio Zanonato (ur. 24 lipca 1950 w Padwie) – włoski polityk, działacz partyjny, samorządowiec, w latach 1993–1999 i 2004–2013 burmistrz Padwy, od 2013 do 2014 minister rozwoju gospodarczego w rządzie Enrica Letty, deputowany do Parlamentu Europejskiego VIII kadencji.

## Życiorys
Został etatowym działaczem partyjnym w ramach Włoskiej Partii Komunistycznej, był m.in. sekretarzem partii na szczeblu prowincji. Zasiadał w radzie miejskiej Padwy. W latach 1993–1999 i ponownie od 2004 do 2013 sprawował urząd burmistrza tej miejscowości. W latach 2000–2004 był radnym regionu Wenecja Euganejska z ramienia Demokratów Lewicy. W 2007 przystąpił do nowo powołanej Partii Demokratycznej.
27 kwietnia 2013 kandydat na premiera Enrico Letta ogłosił jego nominację na urząd ministra rozwoju gospodarczego. Funkcję tę objął następnego dnia i pełnił ją do 22 lutego 2014. W 2014 z ramienia PD został wybrany na eurodeputowanego.
W 2017 opuścił PD, dołączając do nowo powołanego ugrupowania pod nazwą Artykuł 1 – Ruch Demokratyczny i Postępowy.